# Live and More!
Live and More! je drugi video album pop pevke Britney Spears, ki je 21. novembra 2000 izšel preko kanala VHS, kasneje pa so ga 13. februarja 2001 z njenim prvim video albumom, Time Out with Britney Spears, ponovno izdali naDVD-ju.
Video album je vključeval predvsem pesmi z njenih koncertov na Havajih v sklopu turneje Crazy 2K Tour, ki je prejela veliko pozornosti s strani javnosti.
Britney Spears, zloščena in prefinjena je presegla svoja leta, po otokih pa je s koncerti nadaljevala z mešanico ogledov znamenitosti, druženja z oboževalci in nastopov v živo.
Kamera ji je sledila med vajami z njenimi plesalci, druženjem s prijatelji in celo medtem, ko je poskušala plesati hulo.
Vrhunec zgodba doživi, ko Britney Spears nastopi s svojimi največjimi uspešnicami, kot so na primer »Oops!...I Did It Again«, »(You Drive Me) Crazy« in »...Baby One More Time«.
Čeprav je DVD ob izidu v Združenih državah Amerike postal šele tretji najbolje prodajani DVD tedna, je prejel trikratno platinasto certifikacijo.
V Franciji je DVD prejel platinasto certifikacijo, kar pomeni, da so ga prodali več kot 20 000 izvodov, po svetu pa so prodali 500 000 izvodov DVD-ja.

## Vsebina

### Tehnična stran
- Podnapisi, ki so na voljo: Angleščina
- Avdio pesmi, ki so na voljo: Angleščina (Dolby Digital 5.1)

### Vključeno
- 3 videospoti:
  1.  »Lucky«
  2.  »Oops!... I Did It Again«
  3.  »Stronger«

- Britney v oddaji Saturday Night Live:
  1. »Brezdomec Woodrow«
  2. »Britney na avdiciji za plesalce kot sodnica«
  3. »Jutranje mleko«
  4.  »Oops!… I Did It Again«
  5.  »Don't Let Me Be the Last to Know«

- Britney v živo s plaže Waikiki, Havaji:
  1.  »(You Drive Me) Crazy«
  2.  »Sometimes«
  3.  »From the Bottom of My Broken Heart«
  4.  »Born to Make You Happy«
  5.  »Oops!... I Did It Again«
  6.  »Don't Let Me Be the Last to Know«
  7.  »The Beat Goes On«
  8.  »...Baby One More Time«

- Dodatni posnetki
- Galerija s slikami
- Povezave do spletnih strani

Opombe:
Britney Spears je na turneji nastopila tudi s pesmijo »I Will Be There«, vendar zaradi neznanih razlogov ta nastop ni bil vključen na DVD.